# Imi N'Oulaoune
Imi N'Oulaoune  (in arabo امي نولاون‎?) è un centro abitato e comune rurale del Marocco situato nella provincia di Ouarzazate, regione di Drâa-Tafilalet. Conta una popolazione di 21 061 abitanti (censimento 2014).